# Megalorchestia benedicti
Megalorchestia benedicti är en kräftdjursart som först beskrevs av Robert Alan Shoemaker 1930.  Megalorchestia benedicti ingår i släktet Megalorchestia och familjen tångloppor. Inga underarter finns listade i Catalogue of Life.